# Mikveh

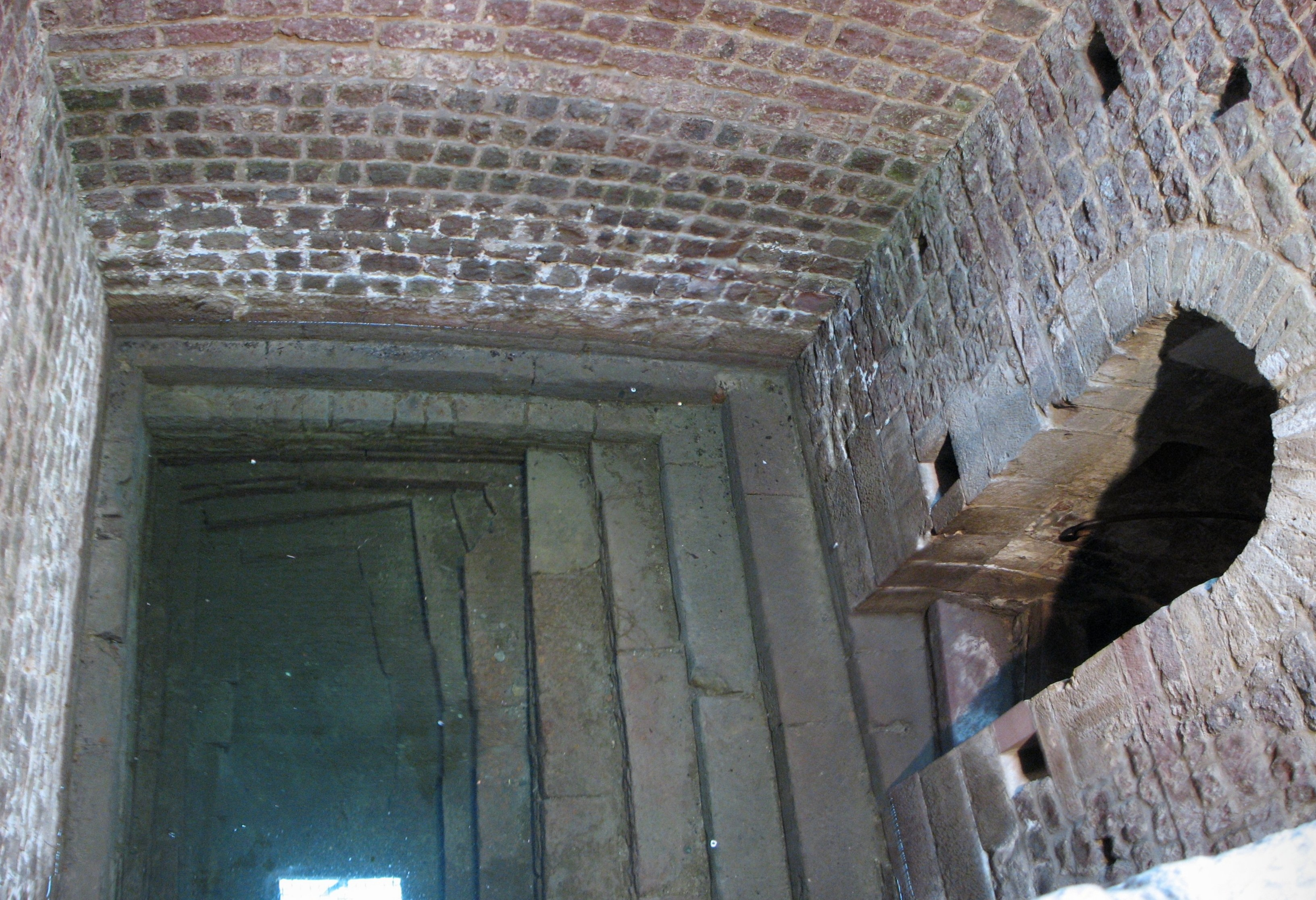
Vasca di un mikveh medievale a Spira, datata 1128.

Nell'Ebraismo, il mikveh o anche mikvah (in ebraico מִקְוֶה / מקווה‎?, Mikve, "Miqwā"; in tiberiense miqwe, pl. mikva'ot; in yiddish mikves)  è un bagno rituale purificatorio (o abluzione); nella Bibbia ebraica, la parola mikveh vale letteralmente 'raccolta' (in genere 'd'acqua').

## Normativa

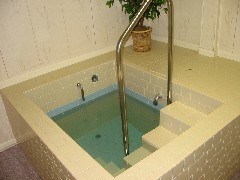
Un moderno mikve presso la Sinagoga Beth-El di Birmingham.

Diverse norme bibliche specificano che l'immersione completa in acqua è necessaria per riacquistare purità rituale dopo che si siano verificati incidenti ritualmente impuri. Una persona doveva essere pura ritualmente per poter entrare nel Tempio. In tale contesto, "purità" e "impurità" sono traduzioni imperfette dell'ebraico "taharah" e "tumah", rispettivamente, in quanto non si indica la connotazione negativa della parola impurità; piuttosto essere "impuro" indica uno stato in cui certe cose sono proibite fintanto che uno sia diventato nuovamente "puro" dopo l'immersione nel mikveh. La maggior parte di impurità può essere annullata mediante immersione in qualsiasi raccolta d'acqua naturale. Tuttavia, alcune impurità, come lo zav (perdite uretrali a scolo), richiedono l'uso di "acqua viva" come sorgenti o pozzi di falde. L'acqua corrente ha l'ulteriore vantaggio di purificare anche mentre sgorga e fluisce, a differenza dell'acqua piovana che deve essere stazionaria per purificare. La vasca mikveh è progettata per semplificare questa esigenza fornendo una struttura d'immersione che rimane in contatto rituale con una fonte acquifera naturale.
Dopo la distruzione del Tempio, gli usi principali del mikveh rimasero i seguenti:
- per le donne ebree: ottenere purità rituale dopo mestruazioni o parto (Niddah, in ebraico נִדָּה‎?),  prima di riprendere i rapporti coniugali;
- per gli uomini ebrei: ottenere purità rituale (come da dettagli sotto);
- come parte di procedura tradizionale per la conversione all'Ebraismo (Ghiur (ebraico: גיור);
- per immergere posate e/o nuovi utensili acquistati per servire cibo e consumare vivande.

Nell'ebraismo ortodosso, queste regole sono rispettate rigorosamente e di conseguenza il mikveh è fondamentale per la comunità ebrea ortodossa; lo stesso accade nell'ambito dell'ebraismo conservatore. L'esistenza di un mikveh è considerato talmente importante nell'ebraismo ortodosso, che la rispettiva comunità deve costruirlo prima di erigere una sinagoga, e si può giungere persino all'estrema misura di vendere un rotolo della Torah o anche una sinagoga, se necessario, per raccogliere i fondi necessari alla costruzione del mikveh. L'ebraismo riformato e l'ebraismo ricostruzionista considerano le norme bibliche come quasi anacronistiche e di conseguenza non danno molta importanza al mikveh. Alcune opinioni nell'ambito dell'ebraismo conservatore hanno cercato di mantenere il rituale del mikveh mentre allo stesso tempo ne hanno modificato la base teologica rituale con concetti alternativi a quello della purezza.
Sono state rinvenuti antichi mikva'ot, risalenti al primo secolo E.V., in tutta la terra di Israele come anche in comunità storiche della diaspora ebraica. In tempi moderni mikva'ot sono presenti nella maggior parte delle comunità ebraiche ortodosse. Enti funebri ebraici hanno il mikveh per immergere il corpo del deceduto durante la procedura di purificazione (taharah) prima della sepoltura.

## Storia

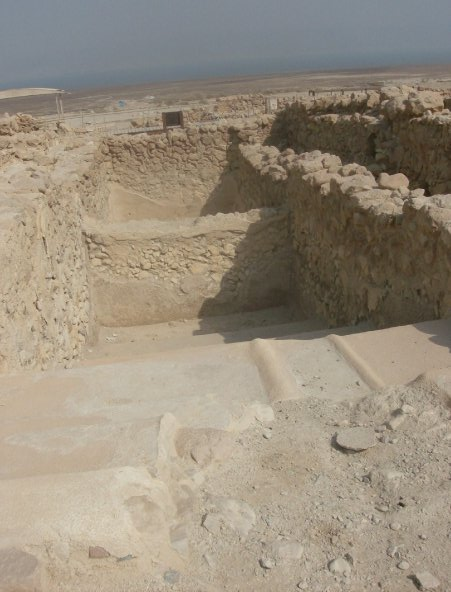
Mikveh scoperto a Qumran

Prima dell'inizio del primo secolo a.E.V., né la fonti scritte, né l'archeologia forniscono una qualche indicazione riguardo all'esistenza di installazioni specifiche per la purificazione rituale. I mikvaot appaiono all'inizio del primo secolo a.E.V., e da quel momento in poi i mikvaot antichi si possono rinvenire in tutta la Terra d'Israele come anche nelle comunità storiche della diaspora ebraica.
La maggior parte dei Mikhveh noti in Israele era costituita da una cavità chiusa che prelevava l'acqua piovana raccolta in un piccolo contenitore scavato nella roccia e posta accanto ad esso. Ritrovamenti archeologici a Gerusalemme-presso il distretto di Kiryat Menachem nel 2013 e ad Ein Kerem ("la città di Giuda") nel 2015 hanno portato alla luce Mikhveh datati al Periodo del Secondo Tempio di più complessa struttura: tre vasche di raccolta (otzar) dell'acqua piovana posizionate sulla sommità ed un insieme di tubi dimensionati per convogliare il flusso per gravità fino al bagno rituale sotterraneo (mikhvè), accessibile da scalini in pietra, con eventuali rinforzi in legno.

## Requisiti di un mikveh

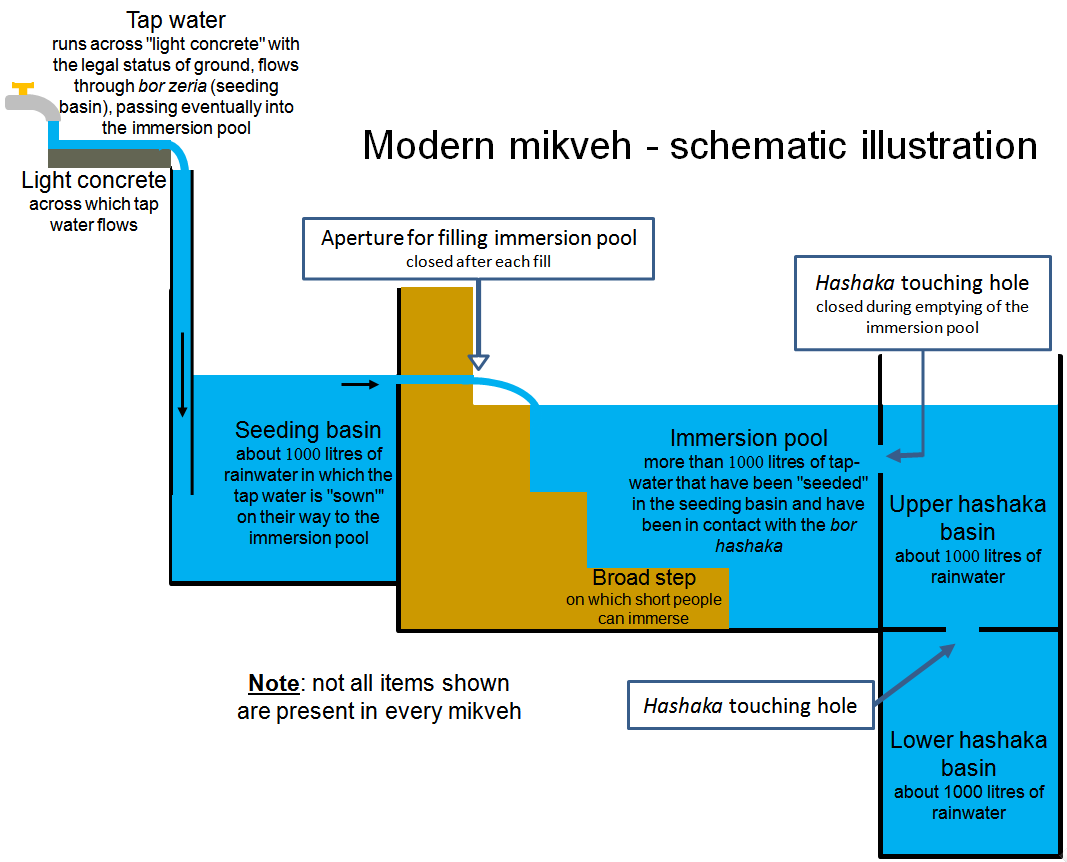
Mikveh moderno – illustrazione schematica

Le regole tradizionali in merito alla costruzione di un mikveh si basano su quelle specificate nella letteratura rabbinica classica. Secondo tali regole, un mikveh deve essere collegato ad una fonte naturale o pozzo di falda acquifera, e quindi può essere alimentato da fiumi e laghi che hanno sorgenti naturali come alimentazione. Anche una cisterna riempita di acqua piovana è permessa come fornitura d'acqua per il mikveh. Similmente, neve, ghiaccio e grandine sono permessi come fornitura acquifera per il mikveh, a patto che si sciolga in una certa maniera. Un fiume che si secchi su base regolare non può essere usato poiché si presume sia alimentato principalmente da acqua piovana, che non purifica scorrendo. Gli oceani si considerano invece come fonti naturali.
Il mikveh deve, secondo le normative classiche, contenere acqua sufficiente a coprire l'intero corpo di una persona di statura media; basandosi su un mikveh profondo 3 cubiti, largo 1 cubito e lungo 1 cubito, il volume d'acqua necessario era  stimato a 40 seah d'acqua. Il volume esatto a cui ci si riferisce per una seah è tuttora discusso, e la letteratura rabbinica classica specifica solo che è sufficiente a contenere 144 uova; la maggioranza degli ebrei ortodossi usano la regola riduttiva di Avrohom Yeshaya Karelitz, secondo cui una seah equivale a 14,3 litri, e quindi un mikveh deve contenere approssimativamente 575 litri. Tale volume d'acqua può essere aumentato con acqua proveniente da altre fonti, ma se il mikveh contiene meno di 40 seah d'acqua, allora l'aggiunta di 3 o più pinte da una fonte non naturale renderebbe il mikveh inagibile, indipendentemente dal fatto che acqua da una fonte naturale fosse aggiunta per raggiungere 40 seah d'acqua di fonte naturale; un mikveh reso inagibile in questo modo dovrebbe essere completamente prosciugato e riempito daccapo nel modo prescritto.
Esistono anche requisiti classici per il modo in cui l'acqua può essere raccolta e trasportata nella piscina; l'acqua deve fluire naturalmente nel mikveh dalla fonte, e ciò significa che deve essere fornita per gravità o a causa di gradiente di pressione naturale, e l'acqua non può essere pompata a mano o trasportata. Era inoltre proibito che l'acqua passasse attraverso un qualsiasi vaso/recipiente che potesse trattenere acqua (tuttavia vengono accettate tubature aperte ad entrambe le estremità) Pertanto acqua spillante da rubinetto non può essere usata come fonte primaria d'acqua per un mikveh, sebbene possa essere usata per aggiungere acqua fino ad un livello opportuno. Ad evitare problemi con queste regole in grandi città, vengono utilizzati vari metodi per costruire mikveh validi. Uno di questi è di far fluire acqua di rubinetto in aggiunta ad un mikveh kosher, e da lì attraverso un condotto scaricarla dentro una piscina più grande. La maggior parte di mikveh moderni sono costruzioni interne e contengono acqua piovana raccolta da una cisterna, scorrente attraverso una tubatura per gravità in una normale piscina da bagno; il mikveh può essere riscaldato, tenendo conto di certe regole, e spesso somiglia ad un ambiente termale.
La tradizione rabbinica proibisce il contatto umano con l'acqua fluente fino al punto di erogazione, così come la protezione dei tubi da infiltrazioni o perdite nel terreno intermedio, e il loro rivestimento interno o la scelta di materiali idonei a prevenire la formazione di impurità dell'acqua. L'unico riferimento biblico diretto è in Levitico 11:36.

## Ragioni di immersione

### Ragioni storiche

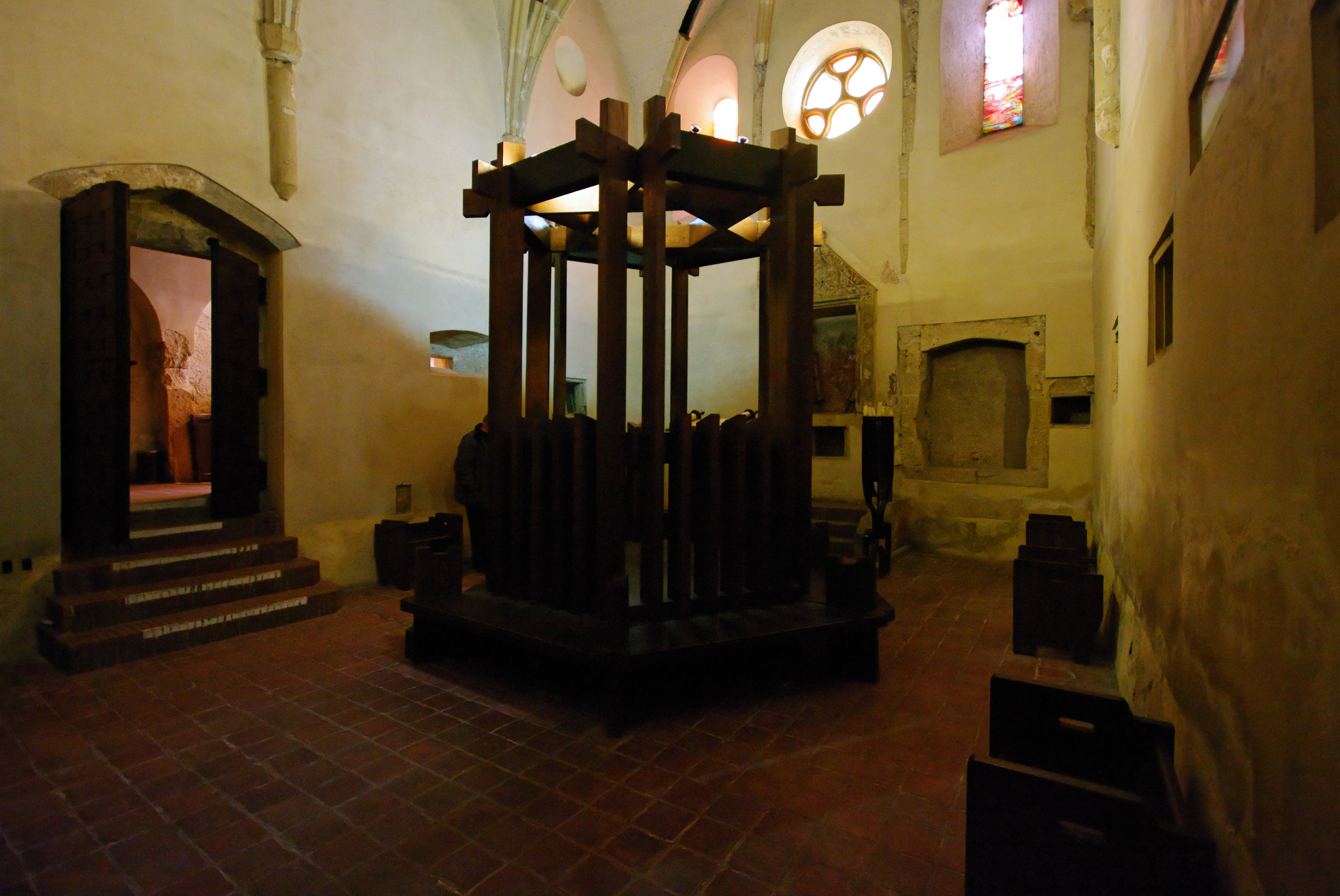
Mikveh medievale nell'antica sinagoga di Sopron, in Ungheria, risalente al XIV secolo

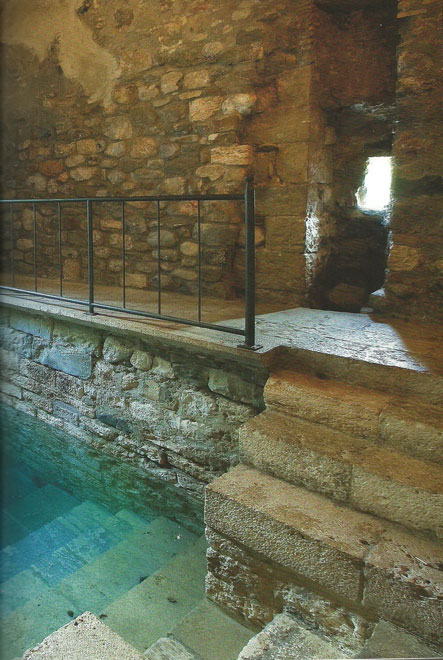
Mikveh medievale a Besalú, Spagna

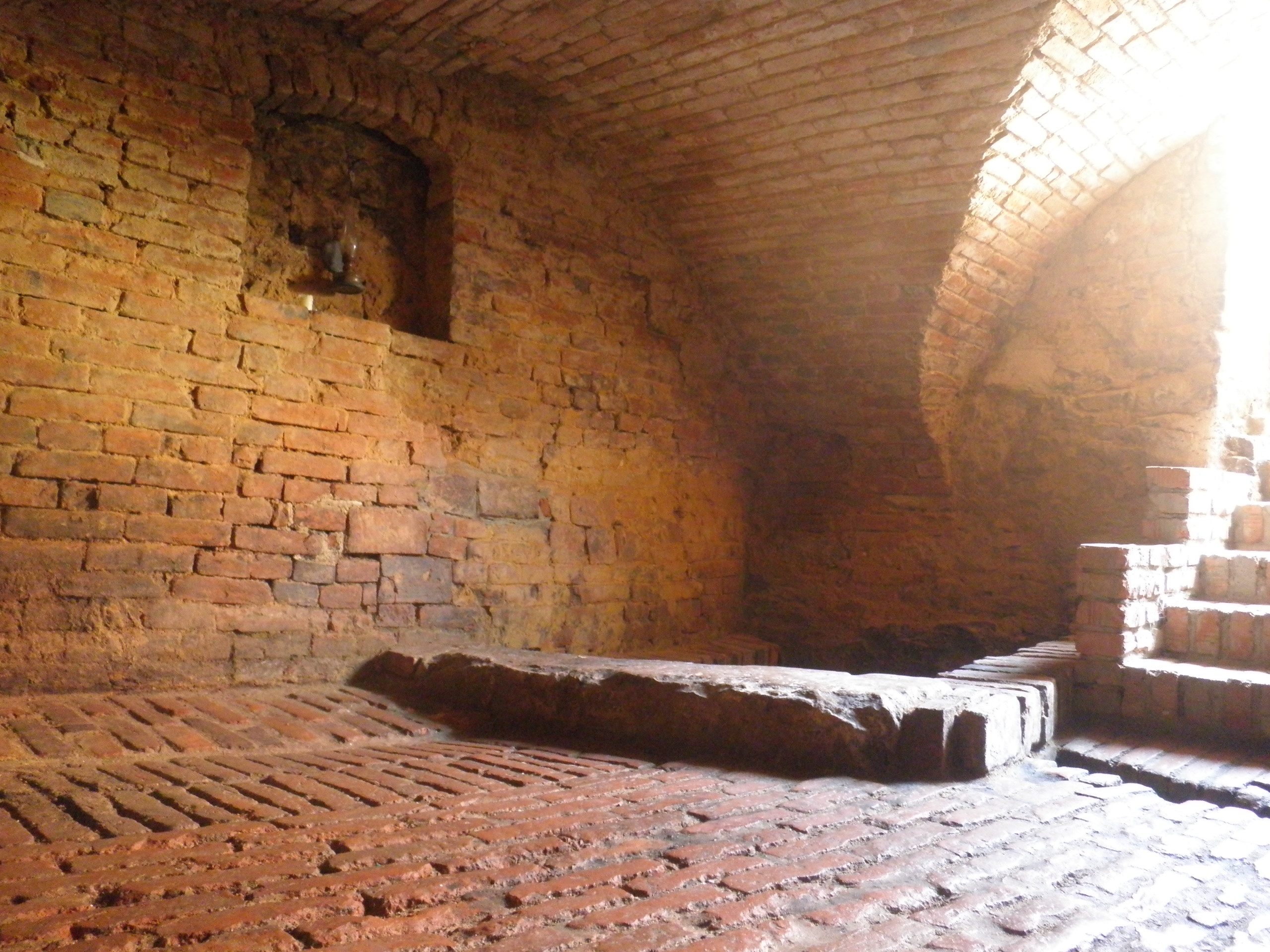
Mikveh di Boskovice, nella Repubblica Ceca

Tradizionalmente, il mikveh era usato sia da uomini sia da donne per riacquistare purità rituale dopo vari eventi, secondo le regole esposte dalla Torah e dalla letteratura rabbinica classica.
La Torah richiede immersione completa:
- dopo Keri (emissione seminale)[23] — normale emissione di seme, che sia per attività sessuale, o per emissione notturna. Immergersi nel mikveh per Keri è imposto dalla Torah affinché sia poi permesso di consumare un'offerta elevata o un sacrificio; mentre Esdra istituì che uno dovesse anche farlo per poter recitare le parole della Torah.[24] Quest'ultimo caso è noto come tevilath Ezra ("l'immersione di Esdra")
- dopo Zav/Zavah[25] — perdite abnormi di fluidi
- dopo Tzaraath[26] — certe condizioni cutanee. Queste vengono chiamate lepra nel Septuaginta, e pertanto tradotte in italiano con lebbra, probabilmente un errore di traduzione, poiché il termine greco lepra si riferisce principalmente a psoriasi, mentre il termine greco per lebbra era elephas o elephantiasis.
- per chiunque sia venuto in contatto con una persona afflitta da Zav/Zavah, o in contatto con una donna in Niddah (normali mestruazioni), o che venga in contatto con articoli usati o toccati da tali persone[27][28]
- per un Kohen che deve essere consacrato[29]
- per il Kohen Gadol durante Yom Kippur, dopo che ha mandato la capra a Azazel, e per l'uomo che porta via la capra[30]
- dal Kohen che svolgeva il rituale della Giovenca rossa[31]
- dopo esser venuti in contatto con un cadavere o tomba,[32] in aggiunta all'aspersione delle ceneri della Giovenca rossa
- dopo aver consumato carne di un animale deceduto in maniera naturale[33]

Scrittori rabbinici classici hanno riunito le regole di zavah con quelle di niddah. Divenne inoltre consuetudine per i Kohanim di immergersi completamente prima di festività ebraiche, ed i laici di molte comunità successivamente adottarono questa pratica. Convertiti all'ebraismo sono tenuti a sottoporsi alla piena immersione in acqua.
Il Rabbino Aryeh Kaplan nel suo Waters of Eden (Acque dell'Eden) collega le leggi di impurità alla narrazione iniziale di Genesi. Secondo Genesi, mangiando il frutto proibito, Adamo ed Eva portarono la morte nel mondo. Kaplan sottolinea che molte delle leggi di impurità si riferiscono ad una qualche forma di morte (o nel caso di Niddah, perdita di vita potenziale). Colui che viene a contatto con una delle forme di morte deve quindi immergersi in acqua, descritta in Genesi come sgorgante dal Giardino dell'Eden (fonte di vita) onde potersi purificare di tale contatto con la morte (e per estensione, purificarsi del peccato).

### Ebraismo moderno

#### Ebraismo ortodosso
L'ebraismo ortodosso generalmente segue le regole e tradizioni classiche, e di conseguenza le donne ortodosse sono obbligate ad immergersi nel mikveh per Niddah e per le relazioni sessuali coi rispettivi coniugi. Si includono anche le spose prima del matrimonio, e le donne sposate dopo il periodo mestruale o dopo il parto. Secondo le regole ortodosse di modestia (Tzniut), uomini e donne devono immergersi in mikveh separati posti in luoghi separati, o utilizzare il mikveh in orari prestabiliti diversi.
Quanti si convertono all'ebraismo, indipendentemente dal sesso, devono immergersi in un mikveh. È inoltre usanza degli ebrei ortodossi immergersi prima di Yom Kippur, e anche le donne sposate a volte lo fanno. In certe comunità ebraiche è pratica consolidata che gli uomini usino il mikveh prima delle festività ebraiche; anche gli uomini di altre comunità, specialmente i gruppi chassidici e haredi, usano immergersi prima di ogni Shabbat, ed alcuni si immergono nel mikveh ogni giorno. Sebbene il Monte del Tempio venga considerato da molte autorità ortodosse come territorio proibito, un numero esiguo di gruppi ne permettono l'accesso, ma richiedono l'immersione come precauzione prima di salire al Monte.
L'ebraismo ortodosso richiede che vasi e posate siano immersi in un mikveh prima di usarli per il cibo, se sono stati acquistati da un non ebreo.

##### Immersione obbligatoria nell'ebraismo ortodosso
Immersione nel mikveh è obbligatorio nella pratica ebraica ortodossa nelle seguenti circostanze:
- Donne
  - Dopo il periodo di niddah a seguito di mestruazioni, prima di ricominciare relazioni coniugali
  - Dopo il periodo di niddah a seguito di parto, prima di ricominciare relazioni coniugali
  - Per una sposa, prima del matrimonio
- Entrambi i sessi
  - Come parte della conversione all'ebraismo
- Immersione di posate acquistate da un gentile

##### Immersione abituale nell'ebraismo ortodosso
Nella pratica ebrea ortodossa contemporanea è abitudine immergersi nel mikveh nelle seguenti circostanze:
- Uomini
  - Per uno sposo, nel giorno del matrimonio, secondo la tradizione di alcune comunità
  - Per un padre, prima della circoncisione di suo figlio, secondo la tradizione di alcune comunità
  - Per un kohen prima del servizio religioso in cui reciterà la benedizione sacerdotale, secondo la tradizione di alcune comunità
  - Prima di Yom Kippur, secondo la tradizione di alcune comunità
  - Prima di Festività ebraiche, secondo la tradizione di alcune comunità
  - Settimanalmente prima del Shabbat, secondo le tradizioni chassidiche e haredi
  - Ogni giorno, secondo le tradizioni chassidiche

L'immersione per gli uomini è più comune nelle comunità chassidiche, mentre è inesistente in altre, come le comunità ebraiche tedesche.

#### Ebraismo Conservatore

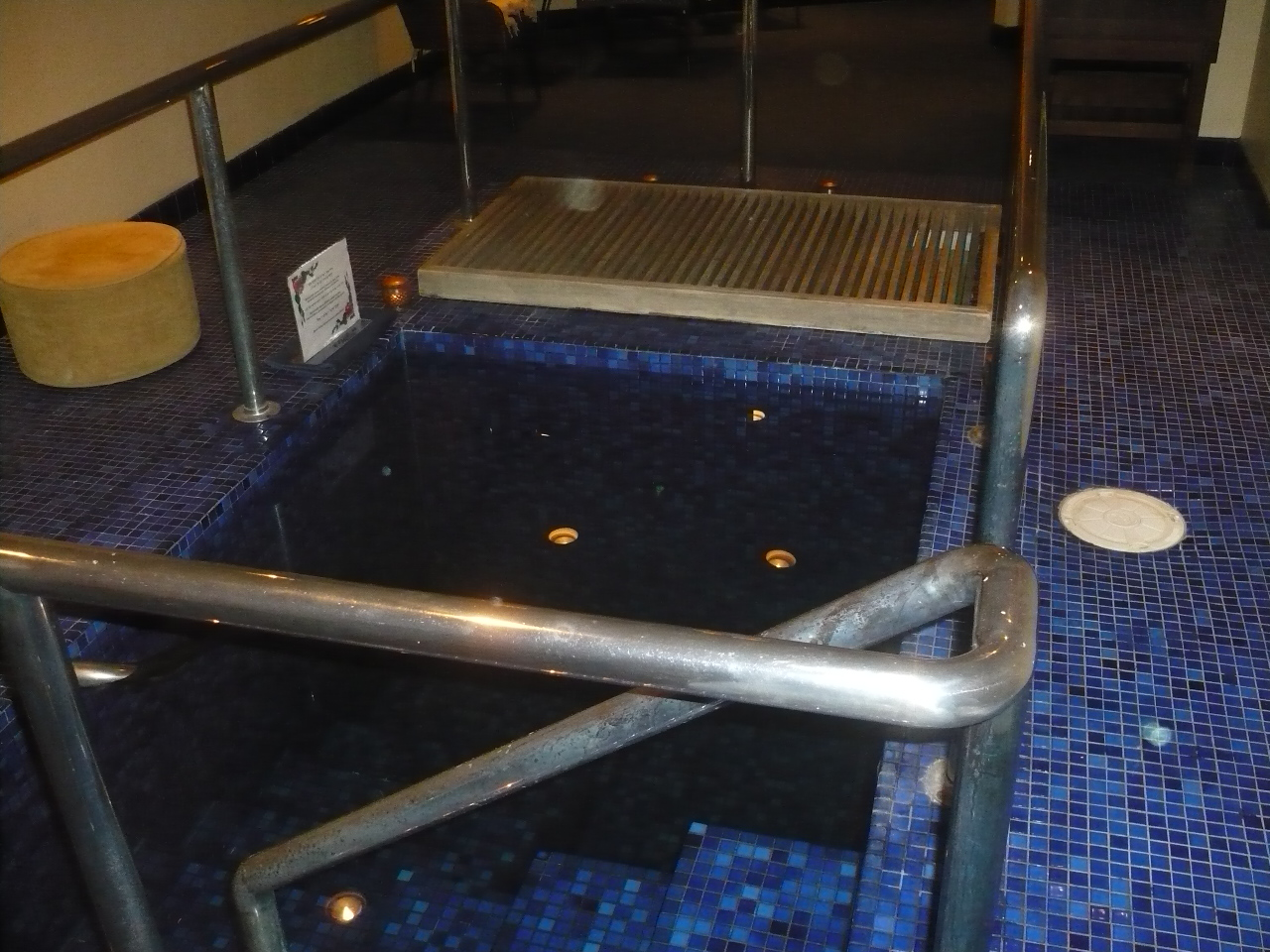
Mikveh presso la American Jewish University a Los Angeles

In una serie di responsa in materia di Niddah nel dicembre 2006, il Committee on Jewish Law and Standards dell'ebraismo conservatore ha riconfermato il requisito che le donne conservatrici usino un mikveh mensilmente a seguito del periodo di niddah dopo le mestruazioni, mentre adeguano talune indulgenze tra cui la riduzione della durata del periodo. I conservatori incoraggiano ma non obbligano ad immergersi nel mikveh prima delle Festività ebraiche  (incluso Yom Kippur), né richiedono l'immersione per le posate acquistate da non ebrei. Nuovi usi si stanno sviluppando nel mondo liberale per l'utilizzo del mikveh come risanamento (dopo uno stupro, incesto, divorzio, ecc.) o celebrazione (compleanni importanti, anniversari, ordinazioni, e lettura della Torah). Come per l'ebraismo ortodosso, quello conservatore richiede ai convertiti di immergersi nel mikveh: due ebrei devono fare da testimoni all'occasione, ed uno di questi deve essere presente all'immersione stessa. L'immersione nel mikveh è stata descritta come un avvenimento molto emotivo e commovente.

#### Ebraismo riformato e ricostruzionista
L'ebraismo riformato e l'ebraismo ricostruzionista non considerano le normative halakhiche del mikveh nello stesso modo dell'ebraismo ortodosso. Ci sono tuttavia crescenti tendenze verso l'uso del mikveh per le conversioni, la preparazione di nozze, e anche prima di festività. Nel XXI secolo il mikveh sta attraversando un revival tra ebrei progressisti che ritengono l'immersione un modo di segnare fasi della vita. Mikveh "aperte" accolgono ebrei che consideranol'immersione per ragioni non necessariamente attinenti alla Legge ebraica; si immergono per esempio dopo un divorzio o un trattamento medico, per ristorarsi dopo un aborto, o celebrare un rito di passaggio. Ebrei progressivi usano inoltre il mikveh per la conversione.

## Mikva'otnoti in Italia
A Calascibetta, in provincia di Enna, pare sia stato individuato in pieno quartiere ebraico (Via Giudea) un Mikveh: trattasi di una vasca monolitica circolare di m 2,30 di diametro e profonda cm 50 circa, in arenaria compatta di colore ocra, fino ad alcuni anni fa alimentata da una sorgente naturale a monte del Mikveh. Lo stesso manufatto si trova a circa 30 m dall'antica sinagoga, trasformata dopo il 1492 in chiesa cristiana e successivamente venduta ai privati che la utilizzano attualmente per usi civili. La comunità ebraica di Calascibetta fu presente in quei luoghi dal 1350 al 1492 in un'area fuori dalle mura della città medievale e lontano dai cristiani, denominata la "collina dei greci".
La comunità ebraica di Siracusa aveva una mikva ancora oggi esistenti, situati nel quartiere della Giudecca, sotto il famoso albergo "Alla Giudecca", un altro bagno ebraico definito dalla proprietaria fra i più grandi in Europa. C'è anche un presunto mikveh, scavati nella roccia a 18 metri dal livello stradale. Il pozzo dell'antico (medievale) bagno rituale ebraico (mikveh) di Siracusa, posto attualmente sotto la chiesa di San Filippo Apostolo, fu scavato interamente sottoterra per raggiungere la falda freatica; murato al momento dell'espulsione degli ebrei nel 1492 e dimenticato, si è conservato intatto, ritrovato e reso accessibile di recente, rinvenendo altresì una iscrizione ebraica.Tuttavia, l'iscrizione è stata aggiunta solo in seguito e la caratterizzazione del bacino d'acqua come mikveh è contestata dai giudaizzanti siciliani. Un mikveh doveva essere abbastanza grande da permettere a qualcuno di immergersi completamente in esso; il bacino d'acqua era troppo piccolo per questo. La caratterizzazione come mikveh serve ad attirare i turisti.
A Palermo è presente un mikveh all'interno del chiostro della Casa Professa dei Gesuiti, all'interno di quello che in passato era il quartiere ebraico della città.
Nell'antica città romana di Ostia, dove si trova la sinagoga tra le più antiche d'Europa, nel 2024 è stato ritrovato un mikveh, di cui restano gradini che conducono ad un pozzo di captazione dell’acqua di falda, scavati tra pareti rivestite di intonaco idraulico. Nel pozzo sono state ritrovatre anche alcune statuette e lucerne, una delle quali con incisi simboli ebraici. L'ipotesi è che il pozzo fosse funzionale ad un centro di aggregazione della comunità ebraica ostiense.

## Requisiti durante l'uso di un mikveh
Non ci devono essere barriere tra la persona che si immerge e l'acqua stessa. La persona non deve indossare indumenti, gioielli, trucco cosmetico, smalto per unghie, unghie finte, o prodotti di bellezza nei capelli o sulla pelle. Per gli ebrei più osservanti, un inserviente assiste e si assicura che tali requisiti siano rispettati.
Secondo una tradizione rabbinica, i capelli contano come parte del corpo, e pertanto l'acqua deve bagnarli al completo, il che significa che non si possono avere trecce durante l'immersione; ciò ha provocato un dibattito nell'ambito di diversi gruppi etnici ebrei, in merito alla necessità di pettinarsi prima dell'immersione. Gli ashkenaziti generalmente supportano l'opinione che i capelli debbano essere pettinati liberi, ma alcuni si oppongono a questa interpretazione, specialmente quando si tratta di   dreadlocks. Una serie di decisioni rabbiniche sono a favore dei dreadlocks, sostenendo che
- i dreadlocks possono spesso essere sufficientemente sciolti da permettere all'acqua di saturarli
- pettinare capelli con dreadlocks può essere alquanto doloroso
- sebbene un individuo particolarmente cauto possa considerare ciascun nodo un'ostruzione, nella maggioranza dei casi tali nodi sono abbastanza lenti e slegati da lasciar passare l'acqua.[47]

## Usi allegorici del termineMikveh
La parola mikveh fa uso di lettere della stessa radice ebraica della parola "speranza" e ciò è servito come base per un confronto omiletico dei due concetti sia nella letteratura biblica sia in quella rabbinica.  Per esempio, nel Libro di Geremia, la parola mikveh viene usata nel senso di "speranza", ma allo stesso tempo è associata a "acqua viva":
Nella Mishnah, dopo una discussione in merito a Yom Kippur, l'immersione in un Mikveh è paragonata da Rabbi Akiva al rapporto tra Dio e Israele. Akiva fa riferimento alla descrizione di Dio nel Libro di Geremia come il "Mikveh di Israele", e asserisce che "proprio come un mikveh purifica il contaminato, così il Santo, che Egli sia benedetto, purifica Israele".
Un'allegoria differente è usata da molti ebrei che hanno fede nella resurrezione come uno dei Tredici Principi di Fede. Poiché l'"acqua viva" inince "living water" in uno stato congelato inanimato (come ghiaccio) è ancora in grado di diventare acqua viva (sciogliendosi), è diventata tradizione durante riti di lutto ebraico leggere il settimo capitolo del Trattato Mikvaot della Mishnah, dopo un funerale; il Mikvaot copre le leggi del mikveh, ed il settimo capitolo inizia con una discussione sulle sostanze che possono essere usate come fonti valide d'acqua per il mikveh - neve, grandine, brina, ghiaccio, sale e fango sciolto.